# János Rózsás

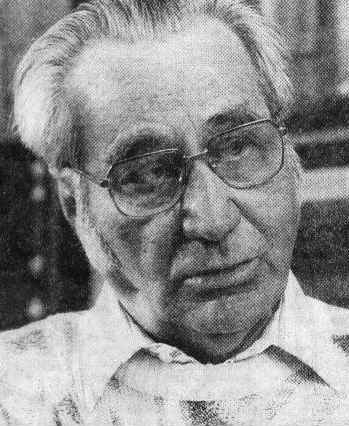
János Rózsás

János Rózsás (* 6. August 1926 in Budapest; † 2. November 2012 in Nagykanizsa) war ein ungarischer Schriftsteller.

## Biografie
János Rózsás wurde in einer einfachen Arbeiterfamilie geboren. Er musste bereits als 14-Jähriger zum Unterhalt der Familie beitragen. Im Herbst 1944 wurde er zum Militärdienst einberufen und geriet im Dezember in sowjetische Gefangenschaft. Erst nach dem Tod Stalins, Ende 1953, konnte er in seine Heimat zurückkehren.
Im darauffolgenden Jahr gründete er eine Familie und es wurden ihm zwei Söhne und eine Tochter geboren. Er arbeitete als Buchhalter und später auch als Dolmetscher. Nachträglich absolvierte er das Gymnasium. Er schrieb seine Erinnerungen unmittelbar nach seiner Rückkehr aus der Sowjetunion nieder, in Ungarn erschienen sie aber erst nach dem Fall des ‚Eisernen Vorhangs’ um das Jahr 1990. Er war Mitglied des ungarischen Schriftstellerverbandes, erhielt hohe staatliche Auszeichnungen, unter anderem das Ritterkreuz des Verdienstordens der Ungarischen Republik. Er war Ehrenbürger der Stadt Nagykanizsa und des Landesbezirks Zala in Ungarn.

## Werke (Auswahl)
- Schwester Dusja. Ein belebender Sonnenstrahl in Sibirien. Übersetzt von László Rózsás, Gryphon-Verlag, München 2005, ISBN 3-937800-52-2.